# دهوبورا
دهوبورا (به لاتین: Dhobaura) یک منطقهٔ مسکونی در بنگلادش است که در ناحیه میمن‌سینگ واقع شده‌است. دهوبورا ۲۵۱٫۸۸۰ کیلومتر مربع مساحت و ۴۲۷٬۹۱۳ نفر جمعیت دارد.